# Melitaea salamancaensis
Melitaea salamancaensis är en fjärilsart som beskrevs av Curt Eisner 1942. Melitaea salamancaensis ingår i släktet Melitaea och familjen praktfjärilar. Inga underarter finns listade i Catalogue of Life.